# Ansberto (nome)
Ansberto  è un nome proprio di persona italiano maschile.

## Varianti
- Maschili: Ansperto
  - Ipocoristici: Berto

## Varianti in altre lingue
- Anglosassone: Osberht[2]
- Germanico: Ansobert[2][3], Ansebercth[3], Ansbert[3], Anspert[3], Ansevert[3], Osbert[3], Ospert[3]
  - Femminili: Ansberta[3]

- Inglese: Osbert[2]
- Latino: Ansbertus[1], Anspertus[1]

## Origine e diffusione
Si tratta di un nome di origine germanica. È composto da due elementi: in prima posizione ans, dal proto-germanico *ansuz (runa: ᚨ), che significa "dio, spirito, suono creatore, il dio Odino" (cf. gli Asi o Ansi, gli spiriti del cielo nella religione germanica), e in seconda posizione berht ("famoso, illustre, brillante, splendente").
Venne portato dai normanni in Inghilterra, dove si fuse con un nome imparentato di origine inglese antica (dai termini os, "dio", e beorht, ,"brillante"), Osberto; lì, venne raramente usato durante il Medioevo, ma sparì poco tempo dopo la conquista; venne ripreso nel XIX secolo, ma ad oggi è il suo uso è nuovamente scarso.

## Onomastico
L'onomastico si festeggia il 9 febbraio in memoria di sant'Ansberto, abate di Fontenelle e poi vescovo di Rouen.

## Persone
- Ansberto, scrittore austriaco
- Ansberto di Rouen, abate e vescovo francese

### Varianti

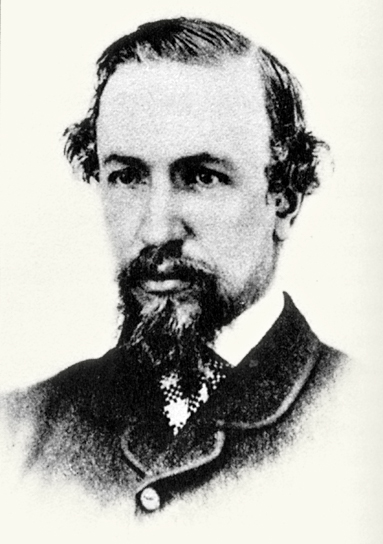
Osbert Salvin

- Ansperto, arcivescovo cattolico italiano
- Osbert Salvin, naturalista britannico
- Osbert Sitwell, scrittore britannico